# Tirso de Apolônia
Santo Tirso (em grego: Θύρσος; romaniz.: Thýrsos, literalmente Tirso (i.e.,um bastão envolvido em hera e ramos de videira e encimado por uma pinha; 251) foi um romano do século III, venerado como mártir cristão. Foi morto por sua fé em Apolônia, Frígia, durante a perseguição de Décio (r. 249–251). Com ele receberam a palma do martírio Lêucio e Calínico.
Ainda um catecúmeno, a tradição afirma que Tirso foi sentenciado a cruéis torturas depois de recusar-se a oferecer sacrifícios aos ídolos e foi condenado a ser serrado ao meio. No entanto, a serra não penetrou porque ficou tão pesada que os algozes não podiam usá-la. Citando as palavras do profeta Jeremias (Jeremias 2:27), ele ridicularizou aqueles que cultuavam madeira e pedra. Suas pernas e braços foram arrancados e seus dentes, despedaçados com um martelo. São Lêucio, após reprovar o governador Cumbrício, foi enforcado, teve seu corpo destroçado e então decapitado. Calínico, um sacerdote pagão, impressionado com a constância do mártir, foi convertido após ver o martírio e também foi decapitado.

## Veneração

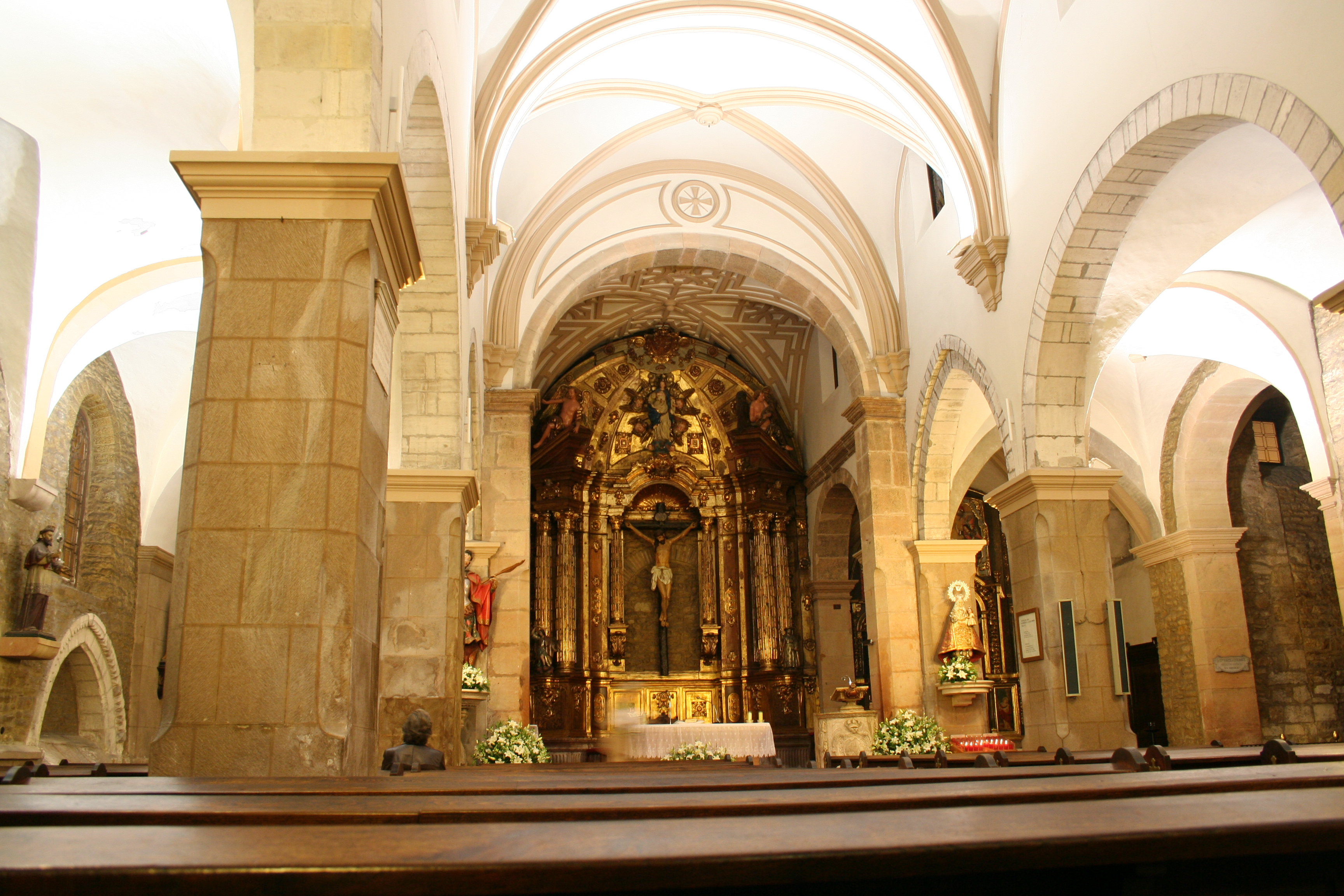
Interior da Igreja de Santo Tirso, Oviedo.

As relíquias de Santo Tirso foram trazidas para Constantinopla. O seu culto popularizou-se na Península Ibérica, onde era conhecido como Santo Tirso durante a Idade Média e hoje é assim denominado sendo, junto de Santo Tomás de Aquino e Santo Cristo, os três únicos santos da Igreja católica que tem santo antes de consoante, contrariando a regra convencionada de são.
Tirso tinha um ofício completo na liturgia moçárabe. Algumas de suas relíquias foram trazidas para a França: Ele é, portanto, o santo titular da catedral de Sisteron nos Alpes da Alta Provença, a Cathédrale Notre Dame et Saint Thyrse e, consequentemente, o santo padroeiro da cidade. Uma igreja do século XII também foi dedicada a ele em Châteauponsac.